# Billy Hamilton
William Robert Hamilton, detto Billy (Bangor, 9 maggio 1957), è un allenatore di calcio ed ex calciatore nordirlandese.

## Carriera
A livello di club  Hamilton giocò con le maglie di  Sligo Rovers, Linfield, QPR, Burnley, Oxford United e Limerick City.  Spesso convocato in nazionale fu tra I protagonisti della bella prestazione ai mondiali del 1982. Fece l'assist a Gerry Armstrong che siglò il gol decisivo nella vittoria nel primo turno contro i padroni di casa della Spagna e realizzò una doppietta contro l'Austria nel secondo turno.
Ormai in età più avanzata, nel 1989, passò alla formazione del Distillery F.C. come giocatore/allenatore. In tre stagioni giocò per 72 volte realizzando 33 reti. Mantenne la carica di allenatore fino al 1995, dopo aver abbandonato la carriera di giocatore nel 1992.

## Palmarès

### Giocatore

#### Club
- IFA Premiership: 1

Linfield: 1977-1978
- Irish Cup: 1

Linfield: 1977-1978
- County Antrim Shield: 1

Linfield: 1976-1977
- Ulster Cup: 1

Linfield: 1977-1978
- Third Division: 1

Burnley: 1980-1981
- Second Division: 1

Oxford United: 1984-1985
- Coppa di Lega inglese: 1

Oxford United: 1985-1986

#### Individuale
- Capocannoniere del campionato irlandese: 1

1988-1989 (21 gol)